# Людвіг Шафгаузен
Людвіг Шафгаузен (нім. Ludwig Schaafhausen; 30 листопада 1917, Кіль — 6 березня 1976) — німецький офіцер-підводник, капітан-лейтенант крігсмаріне.

## Біографія
3 квітня 1937 року вступив на флот. 1 вересня 1939 року відряджений в морську авіацію і пройшов курс авіаційного спостерігача. З 1 квітня 1940 року — спостерігач 5-ї ескадрильї 196-ї групи бортової авіації. В січні 1942 року переданий в розпорядження головнокомандування ВМС «Схід». З 30 березня по 26 вересня 1942 року пройшов курс підводника. З березня по 28 липня 1943 року — 1-й вахтовий офіцер на підводному човні U-565. З 16 серпня по 15 вересня 1943 року пройшов курс командира човна. З 15 жовтня 1943 по 15 квітня 1945 року — командир U-369. В травні був взятий в полон британськими військами.

## Звання
- Кандидат в офіцери (3 квітня 1937)
- Морський кадет (21 вересня 1937)
- Фенріх-цур-зее (1 квітня 1938)
- Оберфенріх-цур-зее (1 липня 1939)
- Лейтенант-цур-зее (1 серпня 1939)
- Оберлейтенант-цур-зее (1 вересня 1941)
- Капітан-лейтенант (1 вересня 1944)

## Нагороди
- Нагрудний знак спостерігача (1940)
- Залізний хрест
  - 2-го класу (1940)
  - 1-го класу (1942)
- Авіаційна планка бомбардувальника в броні (1941)
- Нагрудний знак підводника (24 липня 1943)